# Сен-Жиль-дю-Мене
Сен-Жиль-дю-Мене́ (фр. Saint-Gilles-du-Mené, брет. Sant-Jili-ar-Menez, галло Saent-Jill) — коммуна во Франции, находится в регионе Бретань. Департамент — Кот-д’Армор. Входит в состав кантона Коллине. Округ коммуны — Динан.
Код INSEE коммуны — 22292.

## География
Коммуна расположена приблизительно в 370 км к западу от Парижа, в 70 км западнее Ренна, в 34 км к юго-востоку от Сен-Бриё.

## Население
Население коммуны на 2008 год составляло 478 человек.
| 1962 | 1968 | 1975 | 1982 | 1990 | 1999 | 2008 |
| ---- | ---- | ---- | ---- | ---- | ---- | ---- |
| 584  | 561  | 531  | 519  | 503  | 473  | 478  |

## Экономика

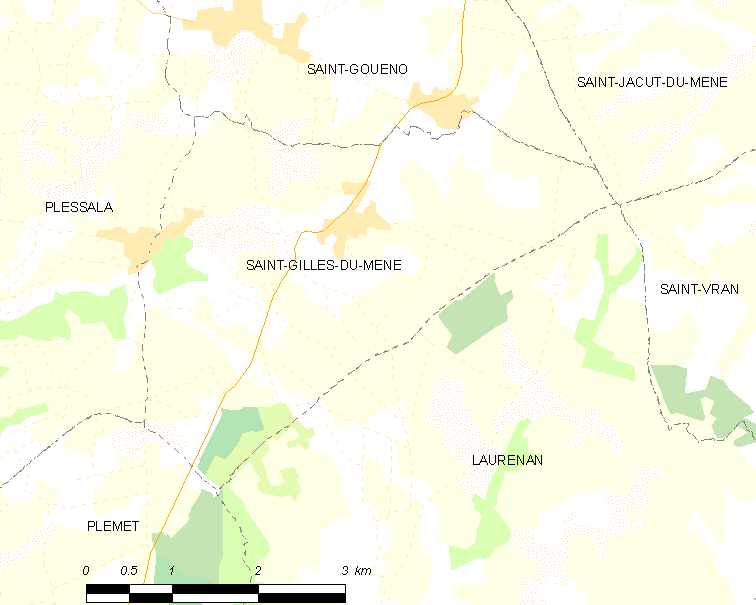
Карта коммуны

В 2007 году среди 256 человек в трудоспособном возрасте (15—64 лет) 182 были экономически активными, 74 — неактивными (показатель активности — 71,1 %, в 1999 году было 66,5 %). Из 182 активных работали 171 человек (99 мужчин и 72 женщины), безработных было 11 (8 мужчин и 3 женщины). Среди 74 неактивных 28 человек были учениками или студентами, 30 — пенсионерами, 16 были неактивными по другим причинам.